# جريدة غلف ديلي نيوز
غلف ديلي نيوز باللغة العربية أخبار الخليج اليومية هي صحيفة تصدر باللغة الإنجليزية في مملكة البحرين من قبل مجموعة الهلال. يتم توزيعها محليا في البحرين. هي مملوكة من قبل مجموعة الهلال التي تنشر 13 صحيفة ومجلة أخرى بما في ذلك صحيفة أخبار الخليج. الصحيفة التي تعتبر أحد ست صحف يومية بالبلاد تدعو لنفسها لقب صوت البحرين. يتم اختصار الاسم (GDN).

## التاريخ
كانت صحيفة غلف ديلي نيوز أول صحيفة إنجليزية يومية تنشر في البحرين. تأسست في مارس 1978 من قبل مجموعة الهلال. تنشر المجموعة أيضا صحيفة أخبار الخليج العربية اليومية.
عند تأسيس صحيفة البحرين تريبيون كسرت قاعدة أن صحيفة غلف ديلي نيوز الصثحيفة الإنجليزية اليومية الوحيدة بالبحرين. تركز الصحيفة على أخبار السكان الناطقين باللغة الإنجليزية في البحرين التي تتألف أساسا من البريطانيين والأمريكيين والفلبينيين والهنود والباكستانيين. الموظفين خليط من البحرينيين والبريطانيين والفلبينيين والهنود.
تقليديا فإن صحيفة غلف ديلي نيوز تعتبر موالية للحكومة ولكن مع الإصلاحات السياسية بعد عام 2001 فإنها تشمل الآن موظفين إسلاميين فضلا عن موظفيها الليبراليين. الصحيفة لديها العديد من كتاب الأعمدة الذين يكتبون بانتظام حول القضايا المحلية.

## الصحفيون
لديه صحيفة غلف ديلي نيوز حاليا بعض من كتاب الخليج العربي المعروفين على نطاق واسع مثل: محمد العالي (البحرين) وسانديب سينغ جريوال وأفيناش ساكسينا (الهند) وباتريك سالومون (الفلبين).
أما الصحفيون السابقون فهم: أميرة الحسيني وطارق خنجي ونور توراني ومحمد محسن (البحرين) أنديرا تشاند وسومان بابي (الهند) وريم أنطون (العراق) ويونيس ديل روزاريو (الفلبين) وسارة ويكهام (بريطانيا).
الصحفيون الذين توفوا أثناء خدمتهم في الصحيفة هم: ريتشارد مور (الولايات المتحدة) فينيثا فيشواناث وسانجاي سانتياغو (الهند) ومحمد أسلم (البحرين).

## غلف ديلي نيوز اليوم
صحيفة غلف ديلي نيوز هي حاليا أبرز صحيفة يومية في البحرين. تعود ملكية الصحيفة حاليا لمجموعة الهلال. يقع مقر الصحيفة في البحرين ومكاتب التحرير في مدينة عيسى والمكاتب التجارية في شارع المعارض.
أنشأت غلف ديلي نيوز علاقة وثيقة مع القراء والمعلنين على مر السنين.
الصحيفة تطبع 11500 نسخة يوميا وتتكون من 48 صفحة من الصفحات السوداء والملونة. المحتوى يضم الأخبار المحلية بالدرجة الأولى والسياسية والأخبار الاجتماعية ولكن أيضا الأخبار الدولية.
وبالإضافة إلى ذلك أنشأت غلف ديلي نيوز في الآونة الأخيرة حساب رسمي على تويتر لأي شخص مهتم في متابعة تويت بخصوص العناوين ومزيد من المعلومات.

### الأقسام الرئيسية
تضم الصحيفة على أربعة أقسام:
1. الأخبار: تضم الدولية والمحلية والاقتصاد والرياضة والطقس.
2. الرأي: تضم المقال الافتتاحي ونقيض الصفحة التحريرية ورسالة إلى المحرر.
3. الميزات: تضم جدول أفلام السينما والأحداث المحلية والألعاب الذهنية والكرتون والأبراج وجدول برامج القنوات.
4. الإعلانات المبوبة.
5. الأرشيف: يضم قضايا ظهرت قديما على صفحات الصحيفة.

### الأسلوب
حجم ورقة الصفحة يبلغ مقاسه 36 سم × 26 سم وعرض العمود 3.45 سم مع وجود 7 أعمدة في كل صفحة. تتم طباعته عبر الويب أوفست بدرجة وضوح تبلغ 100 خط في البوصة (الأسود والأبيض والملون).